# Gerard ’t Hooft

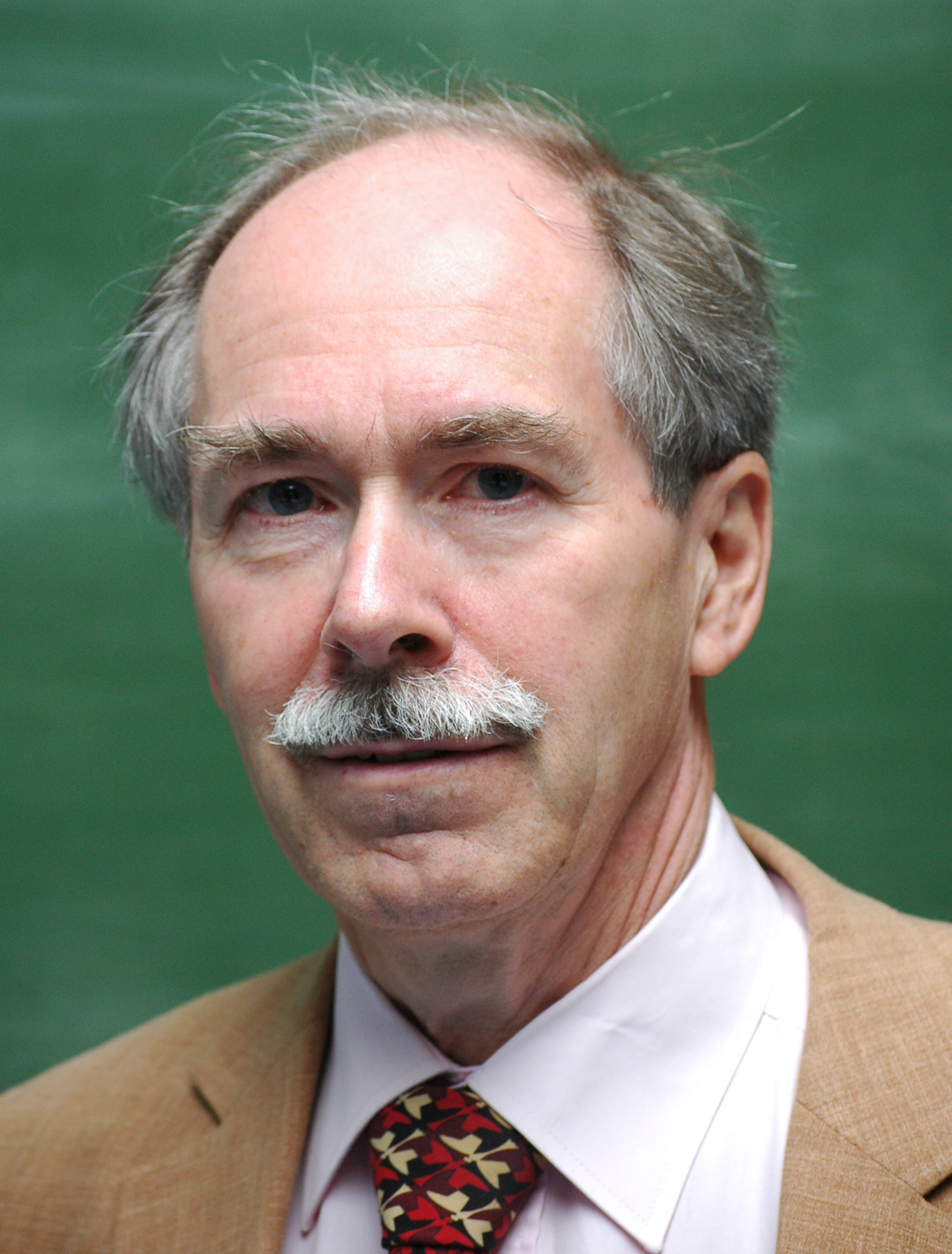
Gerard ’t Hooft (2008)

Gerard ’t Hooft (Aussprache: [ˈɣeːrɑrt ət ˈɦoːft]), auch Gerardus ’t Hooft (* 5. Juli 1946 in Den Helder) ist ein niederländischer Physiker und Nobelpreisträger.

## Leben
Gerard ’t Hooft stammt aus einer Familie von Wissenschaftlern: sein Onkel war der Physiker Nico van Kampen, sein Großvater der Biologe Pieter Nicolaas van Kampen und sein Großonkel der Physiker und Nobelpreisträger Frits Zernike. Er absolvierte seine Schulabschlussprüfung 1964 am Dalton Lyceum in Den Haag. Bis 1966 studierte er Physik und Mathematik an der Universität Utrecht, wo er 1969 mit der Schrift The Renormalization Procedure for Yang-Mills Fields bei Martinus J. G. Veltman promovierte. Unterbrochen von einem zweijährigen Aufenthalt am CERN (1972–1974) blieb er bis 1976 am Institut für Theoretische Physik in Utrecht. Nach einem kurzen Aufenthalt an der Harvard University und an der Stanford University wurde er 1977 Professor in Utrecht. Als Gastprofessor hielt er sich 1981 am Caltech, 1988 an der Boston University und 1989 an der Duke University auf.
Seit 1972 ist ’t Hooft mit Albertha Anje Schik verheiratet, mit der er zwei Töchter hat.

## Leistungen
Gerard ’t Hooft leistete wichtige Beiträge zur Renormierung von Eichtheorien, zum Confinement von Quarks, zur Theorie der Anomalien in der Quantenfeldtheorie und zur Theorie der Instantonen. Eine Monopol-Lösung in Yang-Mills-Theorien ist nach ihm und Alexander Poljakow benannt. Seine wichtigste Leistung ist der Beweis der Renormierbarkeit von Yang-Mills-Theorien mit spontanem Symmetriebruch, den er zusammen mit seinem Lehrer Martinus Veltman 1971 erbrachte. Zusammen mit anderen wichtigen Entwicklungen Anfang der 1970er Jahre (z. B. asymptotische Freiheit) führte das dazu, Quantenfeldtheorien zur damaligen Zeit wieder „respektabel“ zu machen. Er entwickelte eine störungstheoretische Entwicklung von SU(N) Eichtheorien (N→∞), als Modell für die Untersuchung qualitativer Eigenschaften der Quantenchromodynamik, aber auch z. B. von Bedeutung für die AdS/CFT-Korrespondenz in der Stringtheorie. In letzter Zeit beschäftigt er sich vor allem mit Gravitationstheorie und entwickelte zusammen mit Leonard Susskind das Holografische Prinzip.
Im Jahr 1976 schlug er eine Lösung des sogenannten {\displaystyle U_{A}(1)}-Problems in der QCD vor, das zum starken CP-Problem führte (siehe Axion).
Gerard ’t Hooft erhielt 1995 den Spinoza-Preis und 1999 den Nobelpreis für Physik gemeinsam mit Martinus Veltman für ihre entscheidenden Beiträge zur Quantenfeldtheorie und speziell den Renormierungsbeweis der Theorie der elektroschwachen Wechselwirkung. 1999 erhielt er den High Energy and Particle Physics Prize der EPS. Für 2021 wurde ihm ein Marcel Grossmann Award zugesprochen. 2025 wurde er mit dem Special Breakthrough Prize in Fundamental Physics ausgezeichnet.
Er ist unter anderem Mitglied der Königlichen Flämischen Akademie von Belgien für Wissenschaften und Künste (seit 1981), der Königlich Niederländischen Akademie der Wissenschaften (seit 1982), der National Academy of Sciences der USA (seit 1984), der American Academy of Arts and Sciences (seit 1986) und der französischen Académie des sciences (seit 1995).
Der Asteroid (9491) Thooft wurde nach ihm benannt.

## Publikationen (Auswahl)
- mit M. J. G. Veltman: Regularization And Renormalization Of Gauge Fields. In: Nuclear Physics B. Band 44, Nr. 1, 1972, doi:10.1016/0550-3213(72)90279-9 (für diese Arbeit erhielt Hooft den Nobelpreis).
- A planar diagram theory for strong interactions. In: Nuclear Physics B. Band 72, Nr. 3, 1974, S. 461–473 (online).
- Magnetic monopoles in unified gauge theories. In: Nuclear Physics B. Band 79, Nr. 2, 1974, S. 276–284, doi:10.1016/0550-3213(74)90486-6.
- In search for the ultimate building blocks. Cambridge University Press, 1997, ISBN 0-521-57883-3. (populärwissenschaftlich)
- Nobel Lecture: A confrontation with infinity. In: Reviews of Modern Physics. Band 72, Nr. 2, 2000, S. 333–339, doi:10.1103/RevModPhys.72.333 (phys.uu.nl [PDF]).
- Horizons. In: Erice Lecture Notes. 2003, (gr-qc/0401027).
- als Hrsg.: 50 Years of Yang-Mills Theory. World Scientific, 2005, ISBN 981-238-934-2 (online).
- Planetenbiljart. Sciencefiction en echte natuurkunde (Planeten-Billard, Science-Fiction und echte Naturwissenschaft). Bert Bakker, Amsterdam 2006, ISBN 90-351-3026-X.
- The cellular automaton interpretation of quantum mechanics, Springer 2016

Weitere Veröffentlichungen unter Veröffentlichungen von Gerard Hooft bei SPIRES und Gerard 't Hooft. In: arXiv.org.

## Nachweise
1. ↑  www.britannica.com.
2. ↑  Gerard ’t Hooft im Mathematics Genealogy Project (englisch)
3. ↑  't Hooft, Gerardus - Author profile. INSPIRE-HEP, abgerufen am 18. Juli 2019.
4. ↑  ’t Hooft: Symmetry Breaking through Bell-Jackiw Anomalies, Phys. Rev. Lett., Band 37, 1976, S. 8
5. ↑  Gerardus ’t Hooft: Computation of the quantum effects due to a four-dimensional pseudoparticle, Phys. Rev. D, Band 14, 1976, S. 3432, Erratum Band 18, 1978, S. 2199
6. ↑  Special Breakthrough Prize in Fundamental Physics 2025
7. ↑  Klasse Natuurwetenschappen (Buitenlandse Leden): kvab.be

| Personendaten    | Personendaten                                  |
| ---------------- | ---------------------------------------------- |
| NAME             | Hooft, Gerard ’t                               |
| ALTERNATIVNAMEN  | Hooft, Gerardus ’t                             |
| KURZBESCHREIBUNG | niederländischer Physiker und Nobelpreisträger |
| GEBURTSDATUM     | 5. Juli 1946                                   |
| GEBURTSORT       | Den Helder                                     |